# لیانگ لیژن
لیانگ لیژن (انگلیسی: Liang Lizhen؛ زادهٔ) یک بازیکن تنیس روی میز است.
وی در مسابقات کشوری و بین‌المللی در مجموع برنده ۱ مدال طلا، ۴ مدال برنز شده‌است.